# کریستیان پیوت
کریستیان پیوت (به انگلیسی: Christian Piot) بازیکن فوتبال اهل بلژیک و عضو تیم ملی فوتبال بلژیک است که در تاریخ ۱۹ اکتبر ۱۹۶۹ میلادی اولین بازی ملی‌اش را مقابل تیم ملی فوتبال یوگسلاوی انجام داد. او در ۴۰ بازی ملی حضور داشت و جمعاً ۳۵۰۰ دقیقه برای تیم ملی فوتبال بلژیک به میدان رفت. کریستیان پیوت آخرین بازی ملی خود را در تاریخ ۲۶ مارس ۱۹۷۷ میلادی در برابر تیم ملی فوتبال هلند انجام داد. وی در بازی‌های ملی‌اش ۱ گل به ثمر رساند.